# マクレーン郡 (オクラホマ州)
マクレーン郡（英: McClain County）は、アメリカ合衆国オクラホマ州の中央部に位置する郡である。2010年国勢調査での人口は34,506人であり、2000年の27,740人から24.4%増加した。郡庁所在地はパーセル市（人口5,884人）であり、同郡で人口最大の都市でもある。マクレーン郡は、オクラホマシティ大都市圏に属しており、人口増加率では州内3傑に入っている。
マクレーン郡はオクラホマ州憲法制定会議に出席したチャールズ・M・マクレーンに因んで名付けられた。

## インフラ

### 図書館
パイオニア図書館システムがクリーブランド郡、ポタワトミー郡およびマクレーン郡にある9都市の図書館支所を運営している。

### 主要高規格道路
郡内で通行量の多い高規格道路は州間高速道路35号線であり、北のゴールズビーにあるマッコール橋で郡内に入る。カナディアン川に並行して走り、郡庁所在地のパーセル市を抜ける。最後は南に転じガービン郡との郡境で出て行く。
もう一つ重要な州間高速道路は44号線であり、郡内北西部を通っている。H・E・ベイリー・ターンパイクのノーマン支線がこの州間高速道路とアメリカ国道62号線/同277号線/州道9号線の交差点とを繋いでいる。
オクラホマ州道9号線はマッコール橋から郡内に入り、州間高速道路35号線に合流した後に直ぐ真西に転じ、ゴールズビーの北縁を通り、ニューキャッスルの南でアメリカ国道62号線/同277号線との交差点に進む。この交差点から3本の高規格道路が合流して南のブランチャード、さらにグレイディ郡のチカシェイに進む。
- 州間高速道路35号線
- 州間高速道路44号線
- アメリカ国道62号線
- アメリカ国道77号線
- アメリカ国道177号線
- オクラホマ州道9号線

### 郡道

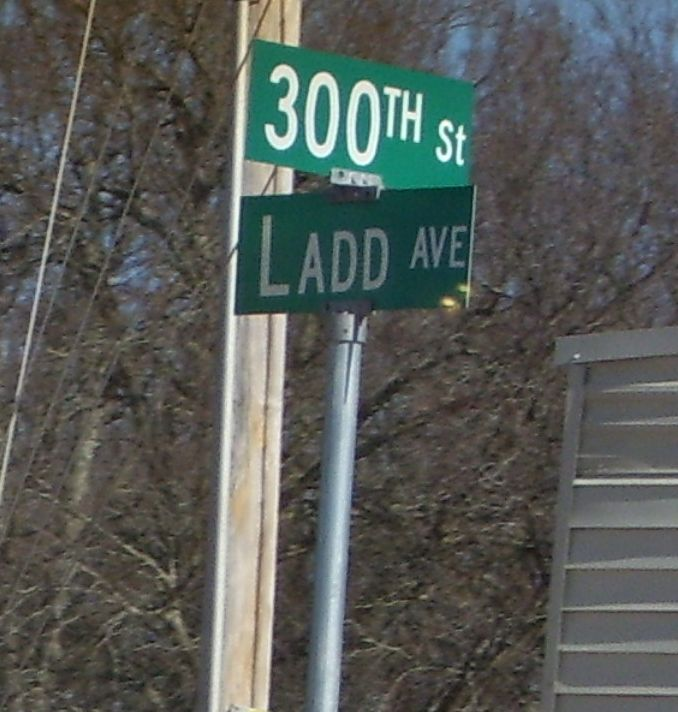
マクレーン郡道路標識の一例

他の多くの郡と同様に、マクレーン郡には郡が維持する道路の広範なネットワークがある。格子状の配置であり、1マイル (1.6 km) 毎に平行した道路がある。
混乱を避け、新しい都市が救急サービスを導入しやすくするために、郡の道路体系は最近郡全体で名称を変えて標識を付けた。東西方向道路は数字で表示され、郡の南端が100番である。番号は北に行くに連れて増加する。南北方向の通りは名前が付けられ、オクラホマシティ市の道路に繋がる通りは市内の通りと同じ名前が付けられるようにしている。

## 地理
アメリカ合衆国国勢調査局に拠れば、郡域全面積は580平方マイル (1,5012 km2)であり、このうち陸地570平方マイル (1,476 km2)、水域は10平方マイル (26 km2)で水域率は1.80%である。

### 隣接する郡
- クリーブランド郡 - 北
- ポタワトミー郡 - 北東
- ポントトク郡 - 東
- ガービン郡 - 南
- グレイディ郡 - 西

## 人口動態

2000人口ピラミッド

以下は2000年国勢調査による人口統計データである。
| 基礎データ - 人口: 27,740人 - 世帯数: 10,331 世帯 - 家族数: 8,037 家族 - 人口密度: 19人/km2（49人/mi2） - 住居数: 11,189軒 - 住居密度: 8軒/km2（20軒/mi2） 人種別人口構成 - 白人: 87.26% - アフリカン・アメリカン: 0.66% - ネイティブ・アメリカン: 5.61% - アジア人: 0.22% - 太平洋諸島系: 0.03% - その他の人種: 2.24% - 混血: 3.98% - ヒスパニック・ラテン系: 4.86% 年齢別人口構成 - 18歳未満: 26.8% - 18-24歳: 8.1% - 25-44歳: 29.0% - 45-64歳: 24.0% - 65歳以上: 12.0% - 年齢の中央値: 37歳 - 性比（女性100人あたり男性の人口） - 総人口: 98.6 - 18歳以上: 96.1 | 世帯と家族（対世帯数） - 18歳未満の子供がいる: 36.0% - 結婚・同居している夫婦: 65.3% - 未婚・離婚・死別女性が世帯主: 9.0% - 非家族世帯: 22.2% - 単身世帯: 19.4% - 65歳以上の老人1人暮らし: 8.4% - 平均構成人数 - 世帯: 2.66人 - 家族: 3.04人 収入と家計 - 収入の中央値 - 世帯: 37,275米ドル - 家族: 42,487米ドル - 性別 - 男性: 31,062米ドル - 女性: 21,506米ドル - 人口1人あたり収入: 18,158米ドル - 貧困線以下 - 対人口: 10.5% - 対家族数: 8.3% - 18歳未満: 13.4% - 65歳以上: 8.8% |

## 都市と町

マクレーン郡図

- パーセル（郡庁所在地）
- ブランチャード
- バイアーズ
- コール
- ディッブル
- ゴールズビー
- ニューキャッスル
- ローズデール
- ワシントン
- ウェイン